# Joan Rendé i Masdéu
Joan Rendé i Masdéu   (Barcelona, 14 de febrer de 1943) és un escriptor, periodista i professor de literatura català. Tot i que neix a Barcelona, creix en una família de pagesos entre la Conca de Barberà i l'Alt Camp, més específicament entre l'Espluga de Francolí i Cabra del Camp, per després traslladar-se de nou a viure a Barcelona de jove.
Va estudiar filosofia i lletres, medicina i periodisme, però només va completar la titulació en aquesta darrera. En el camp del periodisme, va contribuir amb el diari Avui durant anys amb una columna signada amb el pseudònim Dr. Scopius i amb una llarga sèrie d'entrevistes de fons a molts grans autors de la literatura i de les arts plàstiques. També ha col·laborat amb Serra d'Or i amb altres mitjans de comunicació. Per exemple, va contribuir als guions del programa Oh, Bongònia de TV3. Pel que fa a la ràdio, va participar, també com a guionista únic, en el programa Consultori sentimental de Cecília Babiloni i en una llarga sèrie d'espais de cultura a Catalunya Ràdio.
La seva obra literària, marcada per una característica ironia, s'inicia el 1978 amb Sumari d'homicida. Va participar en totes les edicions del col·lectiu Ofèlia Dracs. En el curs de la seva carrera ha recollit diversos premis literaris. A part d'escriptor, completa la seva dedicació a la literatura exercint de professor de literatura i de director de l'escola d'escriptura de l'Ateneu Barcelonès.

## Obres publicades
Obra de Joan Rendé.

### Narrativa
- 1978 Sumari d'homicida
- 1981 Llibre de figuracions
- 1988 Consultori sentimental de Cecília Babiloni
- 1992 La cavalleria impossible
- 1993 La llegat del príncep de Larsa
- 1994 El viatger
- 1997 El barber violador
- 2004 La pedra a la sabata
- 2008 Un dimarts
- 2017 Els anys de la serp
- 2020 Ballaven el black bottom
- 2023 Desescalades
- 2023 Esperit de vi. Alella: VIBOP Edicions, col·lecció Envinats núm. 21 (ISBN 978-84-126197-4-4).[4]

### Teatre
- 1987 El rei de l'orient

## Premis literaris
- 1977 Víctor Català per Sumari d'homicida
- 1982 Ciutat de Barcelona de periodisme
- 1997 De la Crítica per El barber violador
- 2003 Mercè Rodoreda per La pedra a la sabata
- 2005 Crítica Serra d'Or de narració per La pedra a la sabata